# Michael Herrmann (Intendant)

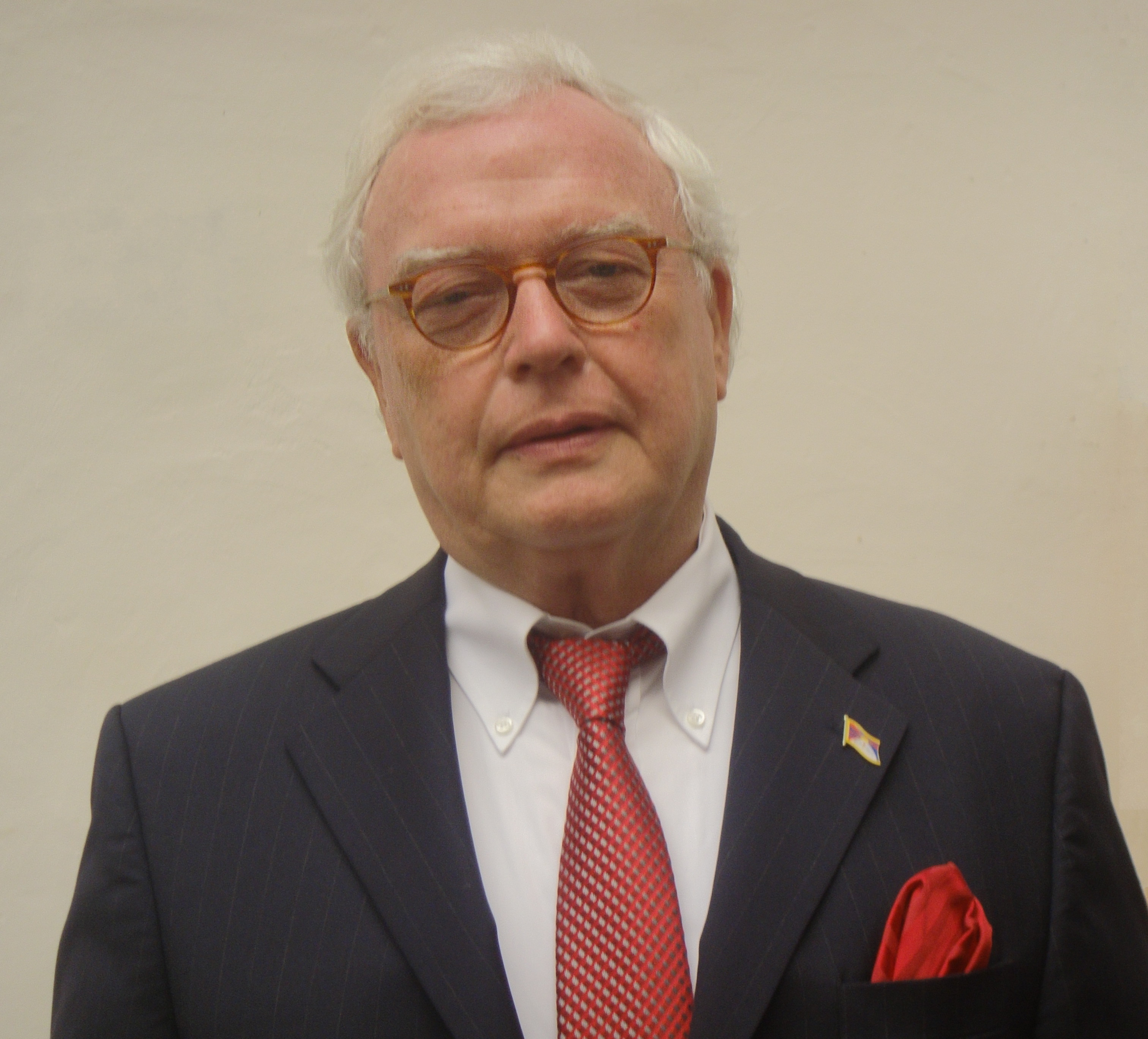
Michael Herrmann, 2011

Michael Herrmann (* 4. Februar 1944 in Wiesbaden) ist ein deutscher Kultur- und Musikmanager. Er ist Mitbegründer des Rheingau Musik Festival und hat seit der Gründung den Posten des Intendanten und Geschäftsführers inne. Seit Juli 2008 ist er zudem geschäftsführender Gesellschafter der PRO ARTE Frankfurter Konzertdirektion, die die Konzertsaison in der Alten Oper Frankfurt gestaltet. Seit 2018 ist er zudem Geschäftsführer der Wiesbaden Musik GmbH, die Konzerte in der Landeshauptstadt Wiesbaden ausrichtet.

## Leben
Anfang der 1970er-Jahre sang Michael Herrmann in Chorkonzerten im Kloster Eberbach, bei denen die Idee entstand, in den Mauern des ehemaligen Zisterzienserklosters ein Musikfestival zu veranstalten.
Nach einer Buchhandelslehre in Wiesbaden wechselte Herrmann in die Hotel- und Tourismusbranche. 1982 kehrte er nach zehnjähriger Tätigkeit auf den kanarischen Inseln nach Deutschland zurück und arbeitete bei Konzertdirektionen. 1985 gründete er die Konzert- und Künstleragentur Michael Herrmann. 1987 folgte die Gründung des Rheingau Musik Festivals, bei dem er die Position des Intendanten und Geschäftsführers hält.
Nach einer Buchhandelslehre bei Otto Harrasowitz in Wiesbaden beginnt er eine Gesangsausbildung und besucht für kurze Zeit das Hoch‘sche Konservatorium in Frankfurt am Main. In dieser Zeit gründet Michael Herrmann seine erste Konzertagentur, die Konzertdirektion Michael Herrmann, und initiiert das „Wiesbadener Barockensemble“ mit dem Trompeter Wolfgang Basch und dem Geiger Rainer Kußmaul. Der heute bekannte Feuilletonist Hans-Klaus Jungheinrich schreibt am 11. Dezember 1967 im Wiesbadener Tagblatt „Man darf es der Initiative des jungen Managers [Michael Herrmann] glauben, dass bei der Création des „Wiesbadener Barockensembles“ nicht modische Agilität den Ausschlag gegeben hat […], sondern ein künstlerisch relevantes Konzept. Das Debüt-Konzert jedenfalls ließ aufhorchen und verspricht für die Bereicherung unseres städtischen Musiklebens viel.“ Michael Herrmann schließt das Studium nicht ab, sondern geht auf die Kanarischen Inseln, wo er in der Hotel- und Tourismusbranche tätig ist. Auf Gran Canaria lernt er Justus Frantz und Leonard Bernstein kennen, mit dem er bis zu dessen Tod 1990 eng befreundet ist. 1982 kehrt Michael Herrmann nach Deutschland zurück, arbeitet für die Konzertdirektion Rudolph Wylach (Wuppertal) und Concerto Winderstein GmbH (München) und organisiert eine Tournee für das RTL-Sinfonieorchester Luxemburg. 1985 gründet er die Konzert- und Künstleragentur Michael Herrmann in München mit Künstlern wie Ludwig Güttler, Eckart Haupt und Peter Schreier. Zwei Jahre später kehrt er nach Wiesbaden zurück und verwirklicht seine ursprüngliche Festival-Idee: Bereits Anfang der Siebzigerjahre, als er selbst in Chorkonzerten im Kloster Eberbach mitsang, hatte er die Vision eines Festivals in seiner Heimat. Von der einmaligen Akustik der Basilika von Kloster Eberbach begeistert, entstand die Idee, in den Mauern des alten Zisterzienserklosters ein Musikfestival ins Leben zu rufen.
Nach einem Probelauf im Sommer 1987 mit zwei Konzerten im Kloster Eberbach gründete Herrmann mit einigen Freunden und Musikbegeisterten am 23. November 1987 den Rheingau Musik Festival e.V., der das Rheingau Musik Festival bis 1992 veranstaltete. Seitdem ist die Rechtsform des Rheingau Musik Festivals eine GmbH.
Michael Herrmann war von 1998 bis 2012 Vorstandsmitglied der Association Européenne des Festivals und von 2005 bis 2012 und von 2014 bis 2017 deren Vice President.
Als Mitglied der „Bürgeraktion PRO Flughafen“ in Frankfurt am Main unterstützt er seit Jahren den Ausbau des Frankfurter Flughafens.
Michael Herrman wohnt in dem Geisenheimer Stadtteil Johannisberg.

## Ehrungen und Auszeichnungen
- Hessischer Verdienstorden (1997)
- Goethe-Plakette des Landes Hessen (2002)
- Kachel des Hessischen Ministerpräsidenten (2012)
- Bundesverdienstkreuz 1. Klasse des Verdienstordens der Bundesrepublik Deutschland (2014)[4]